# Себастиан, Тим
Тим Себастьян (англ. Tim Sebastian; 13 марта 1952 в Лондоне) — британский журналист, телеведущий. Автор и ведущий телевизионной передачи «Конфликтная зона», транслируемой телеканалом Deutsche Welle.

## Биография
Учился в университетах Оксфорда и Кардиффа. В 1974 г. начал карьеру журналиста в агентстве новостей «Рейтер». Работал иностранным корреспондентом Би-би-си: с 1979 г. в Варшаве, с 1985 г. в Москве, с 1986 по 1989 год в Вашингтоне, с 1982 в Европе.
В 1985  был выдворен КГБ из СССР "за деятельность несовместимую с его статусом".
Брал интервью у мировых лидеров, включая президентов США Билла Клинтона и Джимми Картера, премьер-министр Пакистана Наваза Шарифа, первого премьер-министра Республики Сингапур Ли Куан Ю, южноафриканских президентов Табо Мбеки и де Клерка, архиепископа Десмонд Туту, президента Уганды Йовери Мусевени, президента Руанды Поль Кагаме, президента Украины Петра Порошенко, и последнего лидера Советского Союза Михаила Горбачева.
Тим Себастьян является автором нескольких книг. Говорит на английском, немецком и русском языках.

## Награды
1982 получил приз Британской академии кино и телевизионных искусств.
В 2000 г. и 2001 г. был признан лучшим интервьюером года Королевским телевизионным обществом (Royal Television Society).

### Романы
- The Spy in Question (1988)
- Spy Shadow (1989)
- Saviour's Gate (1991)
- Exit Berlin (1992)
- The Memory Church (1993)
- Last Rights (1993)
- Special Relations (1994)
- War Dance (1995)
- Ultra (1997)

В 1993-94 гг. издательство "Кучково поле" напечатало на русском языке четыре романа Тима Себастиана: «Шпион под подозрением», «Спасские ворота»,  «Особые связи» и «Последнее право». В 2009 г. выпущена аудиокнига «Шпион под подозрением».